# Eupithecia mirificata
Eupithecia mirificata là một loài bướm đêm trong họ Geometridae.